# Physcia decorticata
Physcia decorticata är en lavart som beskrevs av Roland Moberg. Physcia decorticata ingår i släktet Physcia och familjen Physciaceae.   Inga underarter finns listade i Catalogue of Life.